# Зенаш-Даре
Зенаш-Даре (перс. زنش دره) — село в Ірані, у дегестані Пір-Кух, у бахші Дейламан, шагрестані Сіяхкаль остану Ґілян. За даними перепису 2006 року, його населення становило 25 осіб, що проживали у складі 6 сімей.